# Agrilus paludicola
Agrilus paludicola es una especie de insecto del género Agrilus, familia Buprestidae, orden Coleoptera.
Fue descrita científicamente por Krogerus, 1922.